# Miquel Peris Segarra
Miquel Peris i Segarra (Castelló de la Plana, 1917 - Castelló de la Plana, 31 de desembre de 1987) va ser un poeta valencià, un dels més prolífics de la segona meitat del segle xx.
Va començar a escriure a l'edat de quaranta-cinc anys, tot i que abans havia desenvolupar activitats com a animador cultural, com a membre de les missions pedagògiques que durant la Guerra Civil van portar el teatre i altres expressions culturals a les comarques septentrionals del País Valencià. Es declarava admirador de Salvador Guinot i Bernat Artola i va destacar a nivell local des de l'inici de la seua carrera literària, inclinant-se per un estil de caràcter pairalista i sense abandonar el cànon estètic que Joan Fuster qualificaria de «paisatgisme sentimental». No obstant això, en la dècada de 1970 va encetar una línia més intimista amb la producció dels poemaris que han estat considerats com el més reeixit de la seua trajectòria.
Va ser nomenat fill predilecte de la ciutat de Castelló de la Plana el 1984 i va obtindre el premi Valencià de l'Any el 1986. Està enterrat al cementeri de Sant Josep de Castelló.

## Obres
- 1965-1966 Aiguamols i senill Recull de poemes solts
- 1965-1970 Cançonetes de tot l'any
- 1966-1970 Afanys primaverals
- 1967-1971 Dèries tardorenques
- 1965-1971 Paisatge
- 1965-1975 Cançons de Bressol - Nadales
- 1969-1970 Vull assolir
- 1971 Fossar de naus
- 1971 Soliloquis
- 1974 Mascarada
- 1976-1978 Periples
- 1967-1979 Homenatges
- 1981 Cantata dels dotze estels
- 1981 Viatge astral
- 1981-1982 Cartes i sonets
- 1983 Solcs
- 1966-1984 Galanies